# Gurre
Gurre ist eine im heutigen Deutsch bis auf Reste verschwundene althochdeutsche Bezeichnung für ein einzelnes weibliches Pferd.
Noch im Alt- und Mittelhochdeutschen bezeichnete „stuot“ (Stute) eine Herde weiblicher Pferde. Erst Anfang des 15. Jahrhunderts setzte sich die Bezeichnung Stute in ihrer heutigen Bedeutung durch.

## Wortherkunft
Gurre bedeutet auf mittelhochdeutsch schlechte Stute oder schlechtes Pferd.
Der Eintrag Gurre der Oeconomische Encyclopädie von Johann Georg Krünitz (1773–1858) lautet:

„Gurre, (die) im g. L. eine Benennung einer Stute von geringer und schlechter Art, und eines jeden schlechten Pferdes überhaupt, welches man auch wohl eine Mähre zu nennen pflegt. In einigen Mundarten lautet dieses Wort Gorre, im Meklenburg. Zorre, in Irland Garron, alle in der Bedeutung eines schlechten Pferdes.“

Im Elsässischen wurde Gurre für alte Gäule, ungeliebte alte weibliche Tiere, schlechte Weibspersonen und für ungezogene, liederliche Mädchen verwendet.

## Wappen
Seit etwa 1200 zierte das Wappen der Reichsritter Gurren von Haag eine weiße Gurre auf rotem Grund. Als 1245 der letzte Gurre von Haag ohne männlichen Nachkommen starb, übertrug Kaiser Friedrich II. die Reichsgrafschaft Haag dem mit Elisabeth Gurre von Haag verheirateten Ritter Sigfrid von Fraunberg. Die Gurre im Wappen der Haager Grafen bleibt unter den Fraunbergern erhalten und wurde in das heutige Wappen von Haag in Oberbayern übernommen.
Im 1953 festgelegten Wappen des Landkreises Erding erscheint eine rote, goldbewehrte Haager Gurre auf weißem Grund mit (heraldischen Normen entsprechendem) aufsteigendem Schweif.

## Bissgurre
„Bissgurre“ ist ein Kompositum mit „beißen“. Es ist seit dem 16. Jahrhundert als abwertende, oft auch altersdiskriminierende auf Frauen bezogene Tiermetapher für das Konfliktverhalten von Stuten belegt. In manchen süddeutschen und österreichischen Gegenden hat sich der Ausdruck „Bissgurre“ (auch „Bissgurn“) erhalten. Im Bairischen ist das Wort im heutigen Alltag noch gebräuchlich.

## Weitere Bedeutungen

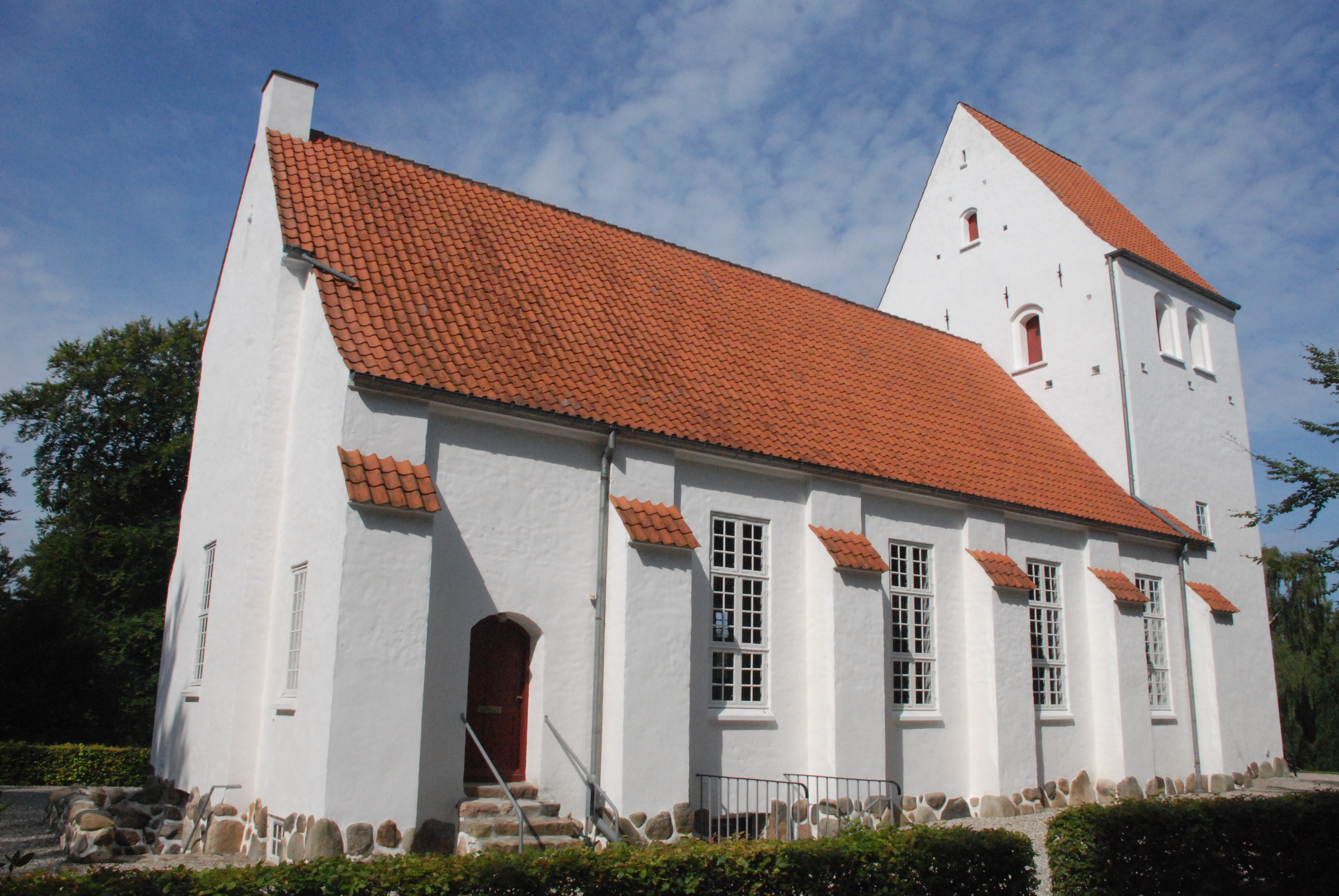
Kirche von Gurre

„Bissgurre“ ist eine veraltete Bezeichnung für die Fischgattung Schlammbeißer.

### Gurre, Dänemark
Gurre ist ein Dorf, das fünf Kilometer westlich von Helsingør in Dänemark liegt. Es liegt an der Ostseite des Gurre-Sees und ist fast vollständig von Wald umgeben. Am 1. Januar 2024 betrug die Einwohnerzahl 405. Der Ort ist vor allem für die Ruine des Schloss Gurre von Waldemar IV. Atterdag (1321–1375) bekannt.